# مالونیک اسیدوری
مالونیک اسیدوری که نقص مالونیل کوآ دکربوکسیلاز(به انگلیسی: Malonyl-CoA decarboxylase deficiency) هم خوانده می‌شود، یکی از ناهنجاری مادرزادی متابولیک است.

## علائم بالینی
- زمان تولد و دوره نوزادی: طبیعی.
- دوره شیرخوارگی: دیستونی شدید به صورت اپی ستوتونوس، فلج اسپاستیک همه اندام‌ها با افزایش تونوس عضلانی، دست‌های مشت شده، افزایش رفلکس‌های تاندونی و بابنسکی مثبت، کلونوس قوزک پا، عدم توانایی نشستن، ایستادن و راه رفتن، عقب ماندگی تکامل فیزیکی، تشنج، اسیدوز متابولیک، کاهش قند خون و اسیدوز لاکتیک، افزایش آمونیاک خون، استفراغ حمله‌ای، عقب ماندگی خفیف ذهنی، گاهی کاهش تونوس عضلانی و کاردیو میوپاتی هیپرتروفیک.

## نقص آنزیمی
نقص در آنزیم مالونیل کوآ دهیدروژناز.

## توارث ژنتیکی
اتوزوم مغلوب.

## میزان بروز
نادر.

## روش تشخیص
- اسیدهای آلی ادرار: افزایش اسید مالونیک، متیل مالونات و اتیل مالونات.
- خون: افزایش اسید اوریک.
- خون: کارنیتین آزاد پائین.
- آسیل کارنیتین: افزایش مالونیل کارنیتین.

## درمان
شامل رژیم غذایی کم چربی و پر کربوهیدرات، تجویز کارنیتین و درمان حاد کتواسیدوز و کاهش گلوکز خون می‌باشد.

## آزمون تشخیص قبل از تولد
ندارد.